# Audna
Audna (Audnedalselva) løber gennem Audnedalen i Agder fylke i Norge, gennem de tidligere kommuner Audnedal og Lindesnes kommune. Audna har sit udspring i Grindheimsvatnet, går gennem Øvre Øydnavatnet og Ytre Øydnavatnet og munder ud i Sniksfjorden. Undervejs passerer Audne vandfaldet Melhusfossen ud for det lille sted Buhølen i Lindesnes kommune.
Navnets første led kommer formentlig af norrønt auðn (= ødelæggelse, dvs. "elven, der raserer"), idet Audna har gjort skade både ved oversvømmelser og isgang. Audna var den første elv i Norge, der blev fuldkalket til eliminering af skader forårsaget af sur nedbør.
Audna er 55 km. lang. Der er laks og ørred på en 30 km. lang strækning fra Bustad og op til udløbet af Ytre Øydnavatnet.
Afvandingsområdet er på 450 km² og middelvandføringen er 20 m³/s.
Den stedegne laksestamme i Audna gik til grunde tidlig i 1970'erne. Et kalkningsprojekt blev startet i 1985. Målet var at opbygge en ny laksestamme. Dette mål er nået og laksestammen opretholdes nu ved naturlig reproduktion.
I 2004 blev der fisket 2,4 ton laks og 219 kg ørred i Audna.